# ロバート・ワーウィック
ロバート・ワーウィック（Robert Warwick、1878年10月9日 - 1964年6月6日）は、アメリカ合衆国の俳優。

## 出演作品
- ターザンと女奴隷
- 狂った殺人計画
- 女の秘密
- スーダンの砦
- 奥様は魔女
- サリヴァンの旅
- レディ・イヴ
- 女王エリザベス
- ロミオとジュリエット
- 僕の脱走記
- 新婚道中記
- 小聯隊長
- 母